# HMS Jersey (1736)
Pour les autres navires du même nom, voir HMS Jersey.
Le HMS Jersey est un navire de ligne de quatrième rang de la Royal Navy lancé le 14 juin 1736. Il est connu pour avoir été une prison flottante au large de New York lors de la guerre d'indépendance des États-Unis. Il gardait 1 200 prisonniers. Plus de 11 000 personnes sont mortes pendant son utilisation.

## Fictions
Il apparaît dans le jeu Assassin's Creed III